# Meresank
| U6 | S29 | S34 |

Meresank je bilo žensko ime u drevnom Egiptu. Znači "ona [koja] voli život". 
Poznate žene koje su nosile ovo ime bile su:
- Meresank I., kraljica, majka faraona Snofrua,
- Meresank II., kraljica, kćer faraona Kufua i praunuka Meresank I.,
- Meresank, princeza, sestrična Meresank II.,
- Meresank III., kraljica, nećakinja Meresank II.,
- Meresank IV., kraljica.